# Амстел Голд Рейс (женский)
Амстел Голд Рейс (англ. Amstel Gold Race) — шоссейная однодневная велогонка, проходящая по территории Нидерландов с 2001 года. Является женской версией мужской монументальной гонки Амстел Голд Рейс.

## История
Гонка была создана в 2001 году и первые два года проходила в рамках Женского мирового шоссейного календаря UCI.
В 2003 году гонка вошла в календарь Женского мирового шоссейного кубка UCI. В том году она стартовала через 30 минут после мужской гонки. Её дистанция была 114 км, включала девять категорийных подъёмов и имела аналогичный с мужской версией финиш. Однако женская и мужская гонки грозились столкнуться. Поэтому после 2003 года гонка перестала проводиться, поскольку её организация в тот же день и в основном на тех же дорогах, что и мужская гонка, оказалось слишком сложной задачей для организаторов.
Со следующего 2004 года по тому же маршруту, что и Amstel Gold Race, а также финишем в Валкенбурге стала проводиться гонка Holland Hills Classic.  После 2016 года она прекратилась, когда стало очевидно, что в 2017 году Amstel Gold Race будет перезапущена гонка.
После 14-летнего перерыва в 2017 году гонка была возрождена и сразу включена в календарь Женского мирового тура UCI. Она проводится в тот же день что и мужская гонка. Повторная дебютная гонка 2017 года закончилась присуждением двух третьих мест.
В 2020 году гонка была отменена из-за пандемии COVID-19.
Титульным спонсором гонки с момента её создания в 2003 году выступает нидерландская пивоваренная компания «Amstel», на что указывает название гонки. А не связано непосредственно с рекой Амстел, протекающей через город Амстердам.

## Маршрут
Маршрут и профиль гонки 2019 года
Маршрут гонки проходит по югу провинции Лимбург и совпадает с большей частью маршрута мужской гонки. Старт находится в Маастрихте откуда дистанция следует до Валкенбюрга и преодолев в нём будущую финишную черту начинается финальный круг который проходится 3 раза. Финиш располагается в Валкенбюрге рядом с Берг-эн-Терблиджт на вершине подъёма Cauberg, преодолеваемый таким образом 4 раза. Протяжённость дистанции составляет чуть больше 120 км и включает в общей сложности почти 20 категорийных подъёмов.
В 2021 году из-за пандемии COVID-19 маршрут состоял только из финального круга, который преодолевали 8 раз.

## Призёры
| Год  | Победитель           | Второй             | Третий                               |          |
| ---- | -------------------- | ------------------ | ------------------------------------ | -------- |
| 2001 | Дебби Мансвелд       | Мирьям Мельхерс    | Леонтин Ван Морсел                   |          |
| 2002 | Леонтин Ван Морсел   | Мирьям Мельхерс    | Катерина Бейтс                       |          |
| 2003 | Николь Кук           | Оливия Голлан      | Эдита Пучинскайте                    |          |
| 2017 | Анна Ван дер Брегген | Элизабет Дейнан    | Аннемик ван Влётен Катажина Невядома |          |
| 2018 | Хантал Блак          | Люсинда Бранд      | Аманда Спратт                        |          |
| 2019 | Катажина Невядома    | Аннемик ван Влётен | Марианна Вос                         |          |
| 2020 | отменено             | отменено           | отменено                             | отменено |
| 2021 | Марианна Вос         | Деми Воллеринг     | Аннемик ван Влётен                   |          |
| 2022 | Марта Кавалли        | Деми Воллеринг     | Лиана Липперт                        |          |
| 2023 | Деми Воллеринг       | Лотте Копеки       | Ширин ван Анрой                      |          |
| 2024 | Марианна Вос         | Лорена Вибес       | Ингвильд Госкьенн                    |          |
| 2025 | Миша Бредеволд       | Эллен Ван Дейк     | Пак Питерс                           |          |